# Benjamin Huggel
Benjamin Huggel (nacido el 7 de julio de 1977 en Dornach, Suiza) es un exfutbolista suizo que jugaba como mediocampista y la mayoría de su carrera la hizo en el Basilea de la Super Liga Suiza.

## Trayectoria

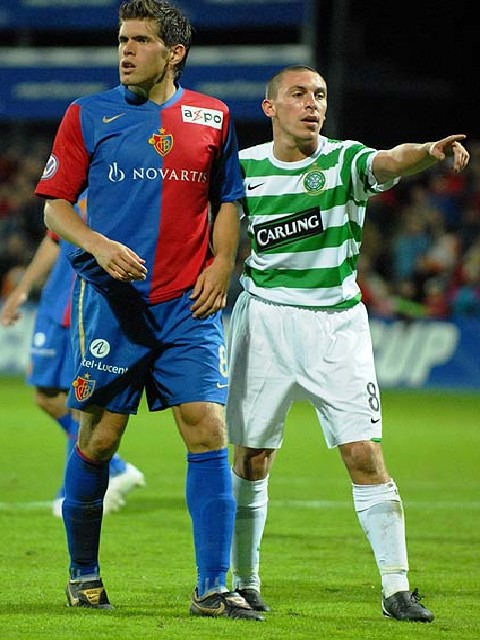
Huggel (de azul y rojo) ante el Celtic de Escocia.

Huggel empezó su carrera en el FC Münchenstein y el FC Arlesheim, antes de unirse profesionalmente al Basilea en 1998. La temporada 2000–01 fue la mejor temporada para Huggel pues anotó 8 goles en 29 partidos de liga en el centro del campo. Sin embargo, una serie de lesiones obstaculizó su progreso y el volante tuvo problemas en la dura competencia para ganar el puesto, pero logró jugar en el partido en que Basilea eliminó al Liverpool de la Champions League en 2002. En la temporada 2003–04, anotó 8 veces en 32 juegos por el Basilea y logró el título de la Super Liga Suiza.
En 2005, Huggel fue transferido al Eintracht Fráncfort de la Bundesliga de Alemania. En junio de 2007, el club reveló que Huggel fue trasladado por un costo estimado de 400.000 € al equipo de sus amores, el Basilea.
Con el retorno de Huggel a su club de origen, consiguieron el campeonato suizo de 2008, 2010 y 2011; y las copas de 2008 y 2010.

## Selección nacional
Huggel debutó en la selección nacional de Suiza en agosto de 2003 en un partido que perdieron 2–0 ante Francia. Apareció también en los dos partidos finales de Suiza en la clasificación a la Eurocopa 2004 en la derrota por 4-1 ante Rusia y en la victoria por 2-0 ante Irlanda.
Jugó los tres partidos de Suiza en la Euro 2004 pero no puedo evitar la eliminación en el torneo tras las derrotas ante Francia e Inglaterra y el empate con Croacia.
Huggel no jugó ningún encuentro en las eliminatorias para la Copa Mundial de Fútbol de 2006. Incluso se perdió el torneo tras agredir al preparador físico y recibir una suspensión de seis juegos. La agresión ocurrió en los play-offs ante Turquía.
Fue incluido en la escuadras que disputaron la Eurocopa 2008 y el Mundial de 2010.
Hasta el 12 de diciembre de 2010, lleva jugados 41 partidos y ha marcado 2 goles.

### Participaciones en Copas del Mundo
| Mundial                        | Sede      | Resultado    | Partidos | Goles |
| ------------------------------ | --------- | ------------ | -------- | ----- |
| Copa Mundial de Fútbol de 2010 | Sudáfrica | Primera fase | 3        | 0     |

### Participaciones en Eurocopas
| Eurocopa      | Sede            | Resultado    | Partidos | Goles |
| ------------- | --------------- | ------------ | -------- | ----- |
| Eurocopa 2004 | Portugal        | Primera fase | 3        | 0     |
| Eurocopa 2008 | Austria y Suiza | Primera fase | 0        | 0     |

## Clubes
| Club                | País     | Año       |
| ------------------- | -------- | --------- |
| Basilea             | Suiza    | 1998-2005 |
| Eintracht Fráncfort | Alemania | 2005-2007 |
| FC Basel            | Suiza    | 2007-2012 |

## Palmarés

### Campeonatos nacionales
| Título           | Club    | País  | Año  |
| ---------------- | ------- | ----- | ---- |
| Copa Suiza       | Basilea | Suiza | 2002 |
| Super Liga Suiza | Basilea | Suiza | 2002 |
| Uhrencup         | Basilea | Suiza | 2003 |
| Copa Suiza       | Basilea | Suiza | 2003 |
| Super Liga Suiza | Basilea | Suiza | 2004 |
| Super Liga Suiza | Basilea | Suiza | 2005 |
| Uhrencup         | Basilea | Suiza | 2008 |
| Copa Suiza       | Basilea | Suiza | 2008 |
| Super Liga Suiza | Basilea | Suiza | 2008 |
| Copa Suiza       | Basilea | Suiza | 2010 |
| Super Liga Suiza | Basilea | Suiza | 2010 |
| Super Liga Suiza | Basilea | Suiza | 2011 |

- Wikimedia Commons alberga una categoría multimedia sobre Benjamin Huggel.

- Datos: Q316895
- Multimedia: Benjamin Huggel / Q316895